# Mohamed Bachir El Ibrahimi
 (mai 2014).
Si vous disposez d'ouvrages ou d'articles de référence ou si vous connaissez des sites web de qualité traitant du thème abordé ici, merci de compléter l'article en donnant les références utiles à sa vérifiabilité et en les liant à la section « Notes et références ».
Cheikh Mohamed Bachir El Ibrahimi ou Bachir El Ibrahimi, né le 13 juin 1889 à Ouled Brahem (Algérie) et mort le 20 mai 1965 à Sétif (Algérie), est un érudit musulman, journaliste, écrivain, historien, linguiste et poète algérien, compagnon de route et successeur d'Abdelhamid Ben Badis à la tête de l'association des oulémas musulmans algériens.   
Il est le père du médecin et homme politique algérien Ahmed Taleb Ibrahimi.

## Biographie

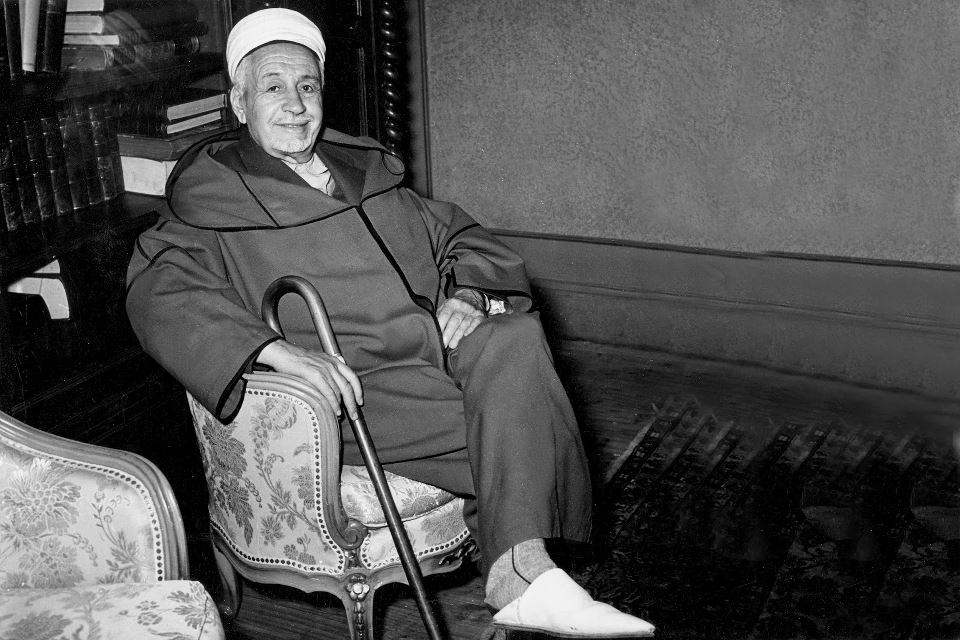
Mohamed Bachir El Ibrahimi à la fin de sa vie

Mohamed Bachir El Ibrahimi est né le 13 juin 1889 (14 chawwal 1306 AH) à Ouled Brahem dans la tribu arabe des Awlād Ibrāhīm dans une famille descendante du prophète Mahomet,, où il commence son apprentissage religieux en mémorisant le Coran a l'âge de 8 ans et en étudiant quelques textes (moutoun) de jurisprudence (fiqh) malikite auprès de son père et de son oncle. 

### Le Caire et Médine (1911-1916)
En 1911 (1330 AH), il part rejoindre sa famille à Médine via Le Caire (où il reste 3 mois pendant lesquels il fait la rencontre des poètes égyptiens Ahmed Chawqi et Hafez Ibrahim). Dans la deuxième ville sainte de l'Islam, il étudie le Muwatta de l'imam Malik et la jurisprudence (fiqh) malikite sous le patronage du cheikh Abdelaziz al-Tounissi et le Sahih Muslim sous celui de Hussain Ahmed Madani, figure tutélaire du deobandisme et militant nationaliste indien. Il reçoit également l'influence des étudiants en science religieuse (toulab al-ilm) venus de Chinguetti. Enfin, il entreprend de mémoriser plusieurs recueil de poèmes lui conférant ainsi une certaine éloquence, utile pour le reste de sa carrière.  

### Damas (1916-1920)
En 1916, les troubles politiques au Hedjaz (révolte arabe, siège de Médine) le poussent à quitter la région pour s'installer à Damas, où il poursuit son apprentissage religieux à la mosquée des Omeyyades aux côtés des savants (ouléma) Mohammed Al-Khidr Hussein (ar), Djamal ad-Dine al-Qassimi (en) et Badreddine al-Hassani (ar). 
En 1919, il participe à la fondation de l'Académie arabe de Damas avec Muhammad Kurd Ali.

### Retour en Algérie (1920-1924)
Après son retour en Algérie en 1920 (1338 AH), il œuvre à la diffusion de la réforme (al-islah) et de l'enseignement religieux dans la ville de Sétif, où il tient une mosquée qui n'est pas affiliée aux autorités coloniales françaises. 

### Le mouvement réformateur et l'association des oulémas musulmans algériens
Lorsqu'en 1924, son ami Abdelhamid Ben Badis rencontré à Médine vient lui soumettre l'idée de créer le mouvement réformateur algérien (al-harakat al-islah al-djaza'iriyyah), il accepte avec enthousiasme. La première mission que lui confie le mouvement est d'aller prêcher dans l'Est algérien, ce qu'il réussit avec un certain succès en ouvrant plusieurs écoles coraniques (madaris) gratuites et en enchaînant les sermons (khoutab) captivants.  
Ses activités, au sein du mouvement réformateur puis à partir de 1931 de l'association des oulémas musulmans, lui attirent l'hostilité de certains notables et soufis qui exigent que les autorités coloniales prennent des mesures contre lui. C'est chose faite en 1939, lorsqu'elles décident de l'exiler à Aflou après la publication d'un article anticolonialiste signé de sa plume dans le journal El-Islah. Après la mort de Ben Badis en 1940, il est élu à la tête de l'association des oulémas musulmans alors qu'il se trouve toujours en situation de résidence surveillée. Celle-ci prend fin le 28 décembre 1942 à la suite du débarquement allié en Afrique du Nord mais El Ibrahimi est de nouveau arrêté après les évènements de mai 1945. Libéré un an plus tard, il reprend ses activités publiques et rédige des articles acerbes contre le colonialisme français et ses « agents » dans les colonnes du journal El-Bassir, rouvert en 1947.    

### Après l'indépendance 1962
Après l'indépendance de l'Algérie en 1962, il assume les charges d'imam et de khatib dans la mosquée Ketchaoua mais, opposé au régime socialiste autogestionnaire de Ben Bella, il connaît à nouveau la résidence surveillée et meurt dans cette situation le 20 mai 1965, soit moins d'un mois avant le coup d'État renversant Ben Bella.

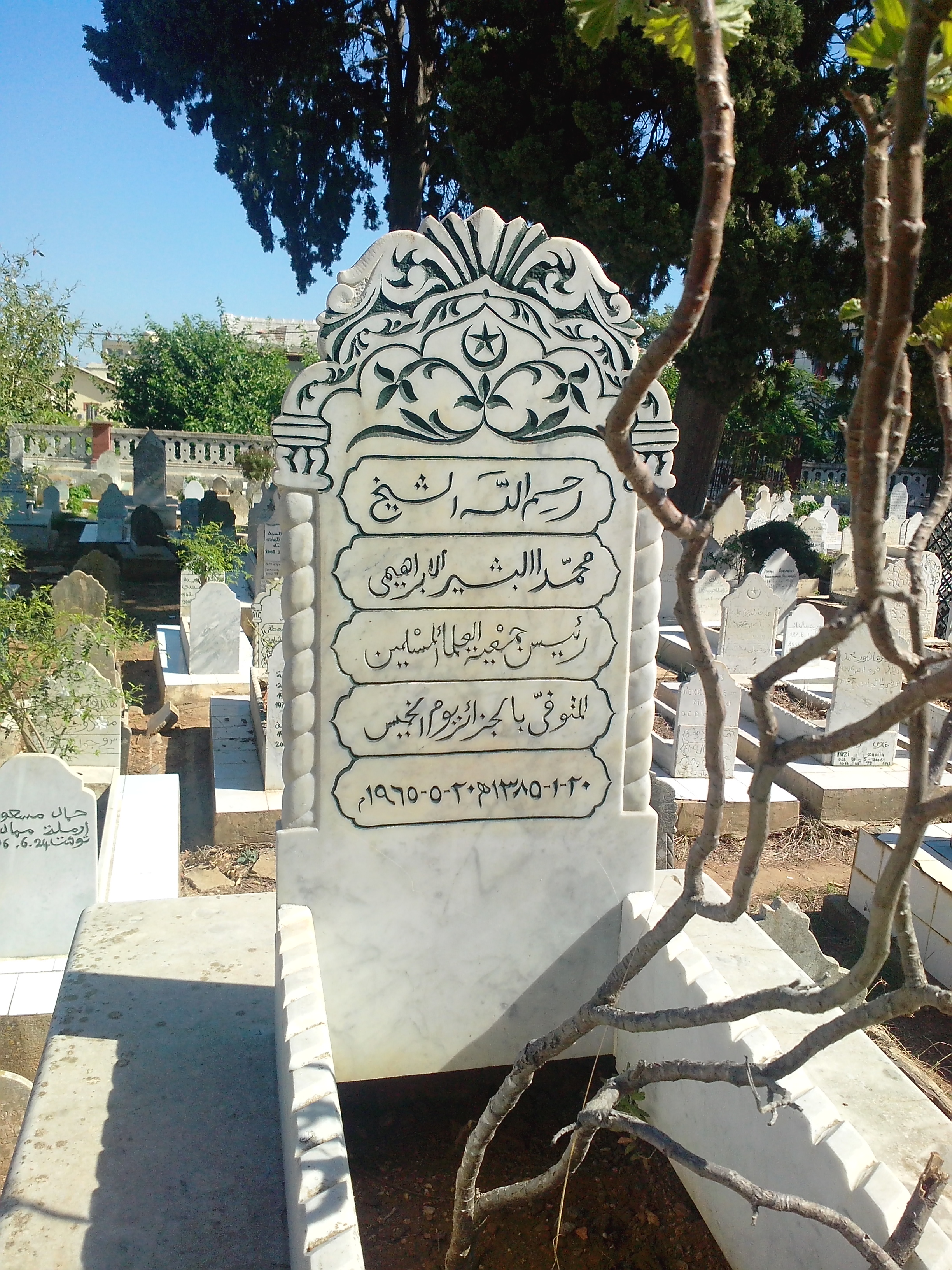
Tombe d'El Ibrahimi

## Hommage

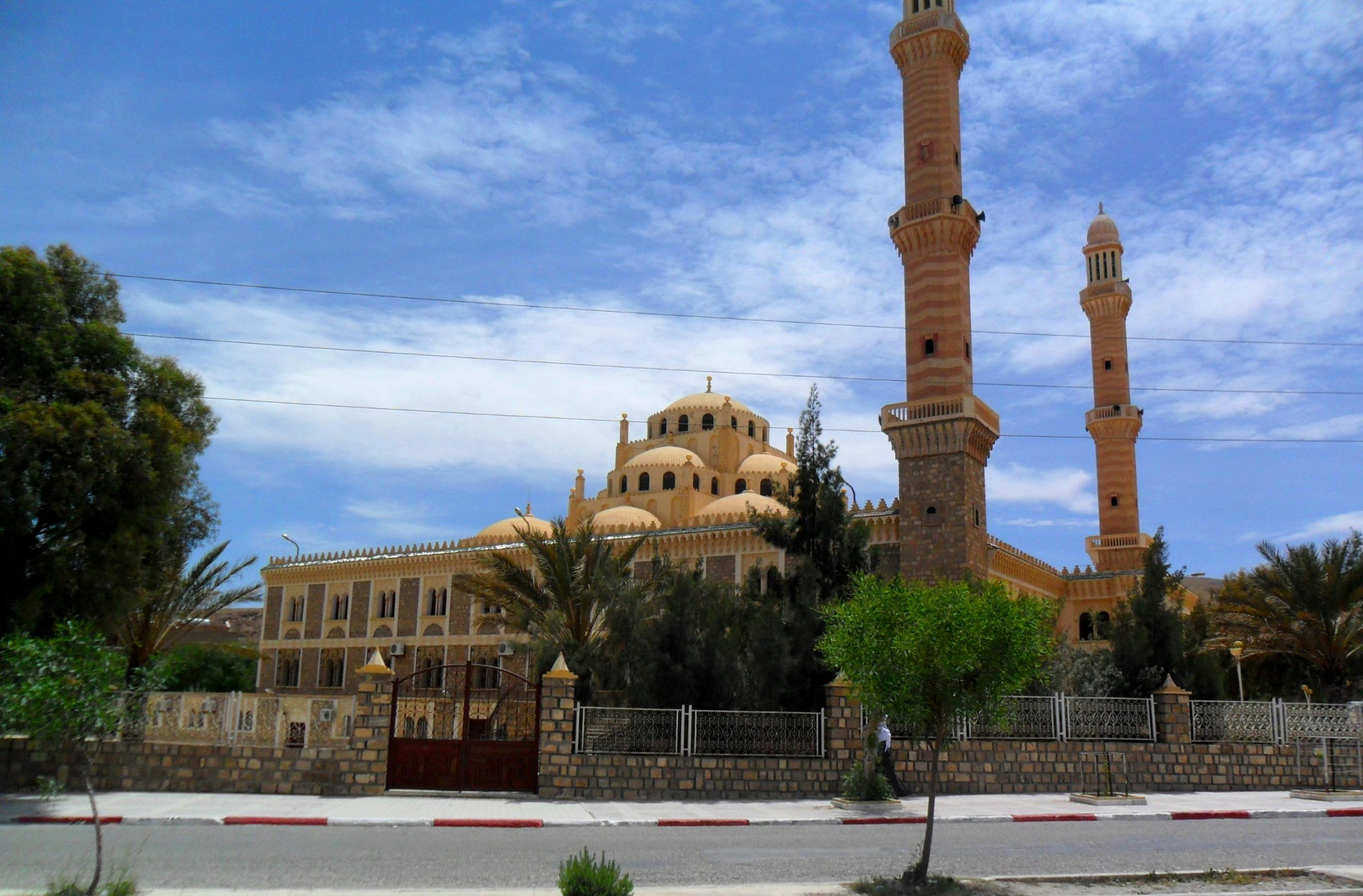
La Mosquée Mohamed Bachir El Ibrahimi à Bou Saada.

- La mosquée de Bou Saada est baptisée Mosquée Mohamed Bachir El Ibrahimi
- L'Université de Bordj Bou Arreridj porte son nom
- L'École Normale Supérieure de Kouba porte son nom